# Переменная туманность

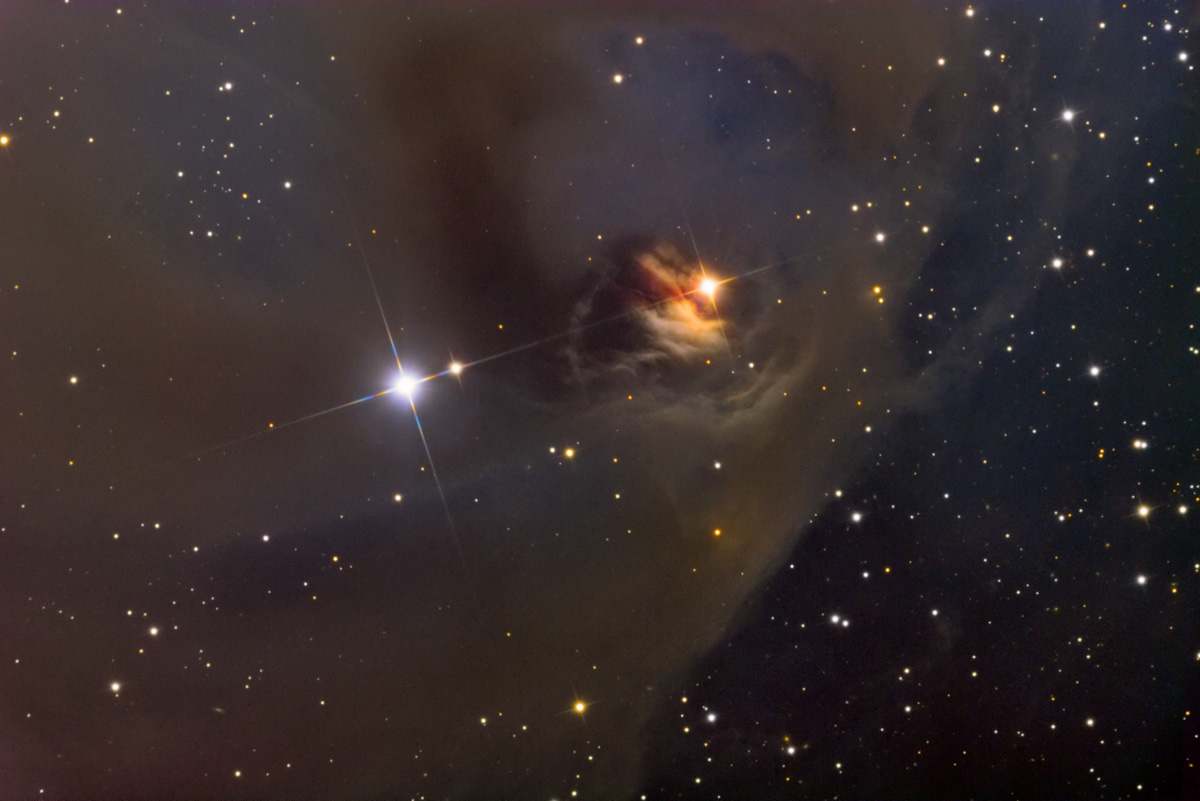
Туманность Хайнда. Снимок получен на 0,8-метровом телескопе Шульмана в обсерватории Маунт-Леммон.

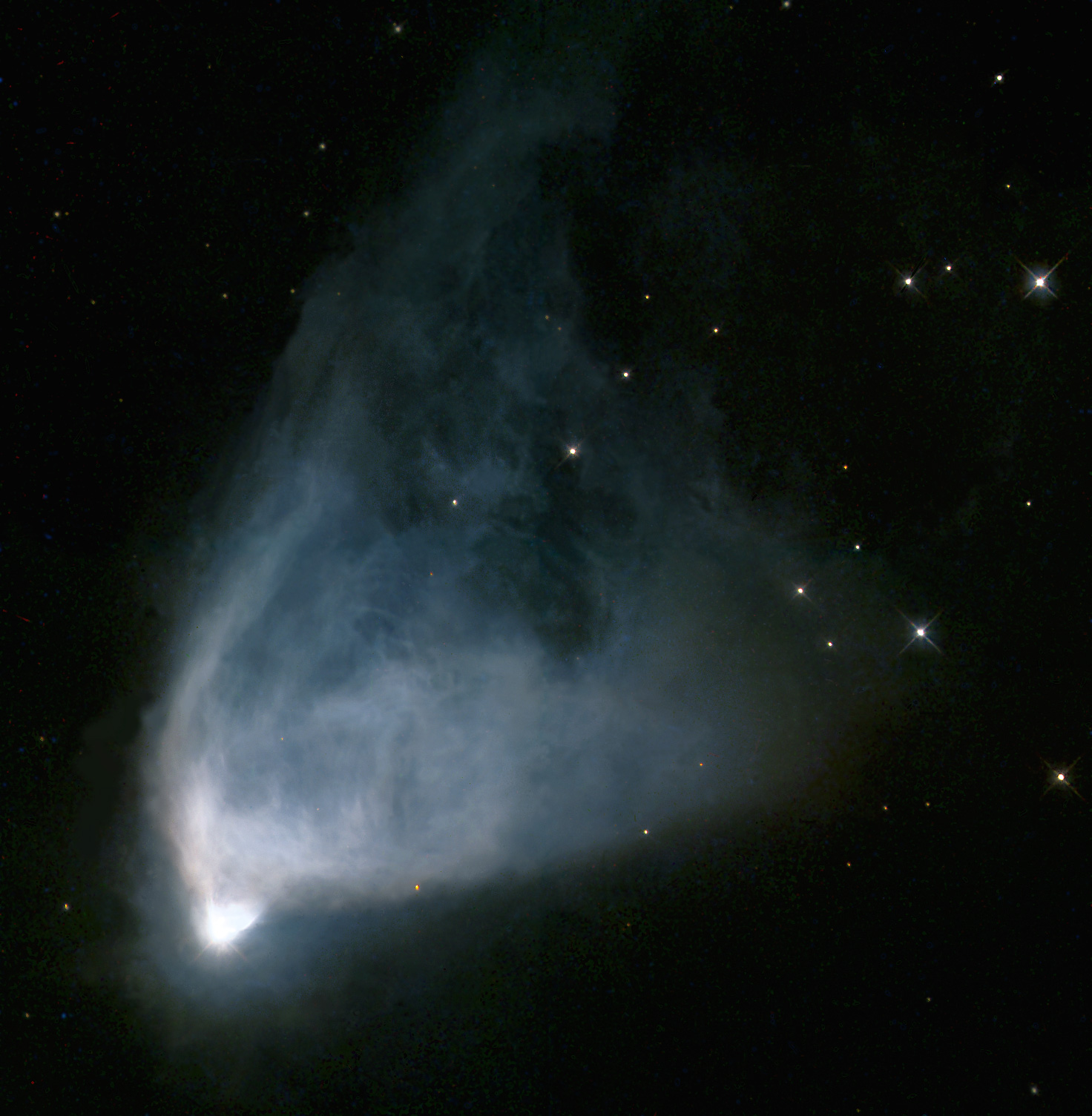
Переменная туманность Хаббла, классический пример переменной туманности (снимок сделан телескопом «Хаббл»).

Переменная туманность — отражательная туманность, подсвеченная переменной звездой и изменяющая яркость вслед за ней.

## Примеры
Первой открытой переменной туманностью стала туманность Хайнда (подсвеченная переменной звездой T Тельца), обнаруженная в 1852 году. Но самой доступной для наблюдений в небольшие телескопы является переменная туманность Хаббла. Её вид может меняться в течение недели. Считается, что материал, вращающийся вокруг звезды, отбрасывает на туманность тень, вызывая видимые изменения.
Все переменные туманности довольно слабы. С помощью небольших телескопов переменность можно наблюдать лишь у нескольких, причём для большинства из них (кроме туманности Хаббла) нужна фотосъёмка. Наиболее доступные для любительских телескопов переменные туманности:
| Туманность                                  | Координаты       | Подсвечивающая звезда | Размер (мин. дуги) | Приблизительный блеск звезды (зв. вел.) |
| ------------------------------------------- | ---------------- | --------------------- | ------------------ | --------------------------------------- |
| Переменная туманность Хаббла (NGC 2261)     | 06h39,2m +8°44'  | R Единорога           | 2                  | 10,0                                    |
| Переменная туманность Хайнда (NGC 1555)     | 04h21,8m +19°32' | T Тельца              | 0,5                | 9,4                                     |
| NGC 6729                                    | 19h01,9m -36°57' | R и T Южной Короны    | 1                  | 9,7                                     |
| Переменная туманность Гюльбудагяна (HH 215) | 20h45,9m +67°58' | PV Цефея              | 1                  | 11,0                                    |

Кроме того, переменность известна у туманности Мак-Нейла (тоже иногда достигает значительной яркости и была открыта астрономом-любителем; подсвечена звездой V1647 Ориона), туманности Гомункул вокруг Эты Киля, туманностей вокруг R Водолея, FU Ориона, V633 Кассиопеи и других. В частности, туманностями, изменяющими блеск вслед за звездой, обычно окружены яркие голубые переменные.